# Greifswalder Zeitung
Die Greifswalder Zeitung war eine  von 1862 bis 1945 in Greifswald erscheinende Zeitung.

## Geschichte
1862 erschien erstmals das Kreis-Blatt für die Kreise Greifswald und Grimmen durch den Druckereibesitzer Friedrich Hache. Seit 1877 hieß es Kreis-Blatt für den Kreis Greifswald, es erschien erst zweimal wöchentlich, dann täglich. Seit 1895 hieß es Greifswalder Zeitung, die  auch weiter amtliche Mitteilungen abdruckte.  
1902 hatte sie eine Auflage von etwa 6500 Exemplaren, 1907  von etwa 8500 Exemplaren, jeweils etwas mehr als die zweite Tageszeitung der Stadt,  das Greifswalder Tageblatt. Sie bezeichnete sich in dieser Zeit als freikonservativ.
Die Greifswalder Zeitung entwickelte sich in den nächsten Jahrzehnten zur einzigen Tageszeitung der  Stadt. Am 29./30. April 1945 erschien die letzte Ausgabe.
Von 1990 bis 1993 gab es wieder eine Greifswalder Zeitung, um 2013 hieß so eine Beilage der Ostsee-Zeitung aus Rostock. 